# Iberodorcadion spinolae
Iberodorcadion spinolae é uma espécie de insetos coleópteros polífagos pertencente à família Cerambycidae.
A autoridade científica da espécie é Dalman, tendo sido descrita no ano de 1817.
Trata-se de uma espécie presente no território português.